# Knoll (Familienname)
Knoll ist ein deutscher Familienname.

## Namensträger

### A
- Adolf Knoll (Fußballspieler, 1924) (1924–1999), deutscher Fußballspieler
- Adolf Knoll (Fußballspieler, 1938) (1938–2018), österreichischer Fußballspieler
- Albert Knoll (Theologe) (1796–1863), österreichischer Kapuziner und Theologe
- Albert Knoll (Chemiker) (1858–1952), deutscher Chemiker und Industrieller
- Albert Knoll (Historiker) (* 1958), deutscher Historiker und Archivar
- Alfons Knoll (* 1957), deutscher Theologe und Hochschullehrer
- Alfred Knoll (Politiker) (1834–1893), österreichischer Jurist und Politiker, MdL Böhmen
- Alfred Knoll (Unternehmer) (1909–1980), deutscher Unternehmensgründer
- Alfred Knoll (Fußballspieler) (1912–1938), tschechischer Fußballspieler und Turner
- Alfred Knoll (Skisportler), tschechoslowakischer Skilangläufer und Nordischer Kombinierer
- Alfred Knoll (Hockeyspieler) (* 1928), österreichischer Hockeyspieler
- Alois C. Knoll (* 1961), deutscher Informatiker und Hochschullehrer
- Anabel Knoll (* 1996), deutsche Triathletin und Olympiastarterin
- Andi Knoll (* 1972), österreichischer Moderator
- Andrew Knoll (* 1951), US-amerikanischer Planetologe und Paläontologe
- Annika Knoll (* 1993), deutsche Biathletin
- Anton Knoll (* 2004), österreichischer Wasserspringer
- August Maria Knoll (1900–1963), österreichischer Jurist, Soziologe und Sozialreformer

### C
- Catherine Baker Knoll (1930–2008), US-amerikanische Politikerin
- Christiane Knoll, deutsche Hörfunk- und Wissenschaftsjournalistin
- Christiane Knoll (1897–2000), österreichische Malerin und Autorin, siehe Christiane Ritter (Autorin)
- Christof Ludwig Knoll (1895–1946), Funktionshäftling im KZ Dachau
- Christoph Knoll (1563–1630), deutscher Pastor und Kirchenliederdichter
- Claudia Koll (* 1965), italienische Schauspielerin
- Cyrill Knoll (1813–1900), deutscher Priester und Karmelit

### D
- David Tobias Knoll (1736–1818), deutscher Kaufmann und Komponist
- Detlev Knoll (* 1941/1942), deutscher Basketballspieler

### E
- Eberhard Knoll (1929–2019), deutscher Verkehrswissenschaftler
- Eduard Knoll (1817–1882), deutscher Parlamentarier und Verwaltungsbeamter
- Elisabeth Knoll-Köhler (* 1938), deutsche Pharmakologin und Hochschullehrerin
- Elisabeth Otter-Knoll (1818–1900), niederländische Stifterin
- Ernst Knoll (1940–1997), deutscher Ringer
- Ernst Gustav Knoll (1889–1965), deutscher Jurist
- Erwin Knoll (1931–1994), US-amerikanischer Journalist und Redakteur

### F
- Florence Knoll (1917–2019), US-amerikanische Architektin und Designerin
- Franziskus Knoll (* 1971), deutscher Theologe
- Friedrich Knoll (1841–1900), deutscher Stadtgeometer und Autor
- Friedrich Knoll (Komponist) (1825–1894), böhmischer Kaufmann, Komponist, Pianist und Chorleiter
- Friedrich Knoll (Landrat) (1869–1951), preußischer Landrat
- Friedrich Knoll (1923–1945), österreichisch-britischer Offizier und Widerstandskämpfer im Deutschen Reich, siehe Egon Berliner
- Fritz Knoll (Friedrich Josef Knoll; 1883–1981), österreichischer Botaniker und Hochschullehrer

### G
- Gerhard Knoll (1941–2009), deutscher Historiker und Bibliothekar
- Gertraud Knoll (* 1958), österreichische Theologin und Politikerin
- Günter Knoll (1954–2025), deutscher Regisseur

### H
- Hans Knoll (1914–1955), deutsch-amerikanischer Architekt und Unternehmer
- Heinrich Knoll (1851/1852–1898), Schweizer Buchhändler
- Helli Knoll (1904–1976), deutsche Journalistin und Frauenrechtlerin
- Helmfried Knoll (* 1930), österreichischer Schriftsteller und Übersetzer
- Hermann Knoll (Priester) (1897–1935), deutscher Priester und Offizier
- Hermann Knoll (Eishockeyspieler) (1931–2015), österreichischer Eishockeyspieler
- Hermann Knoll (Schachspieler) (* 1971), österreichischer Schachspieler
- Horst-Erhardt Knoll (1931–2016), deutscher Politiker (FDP)

### J
- Joachim Knoll (Biologe) (* 1934), deutscher Biologe, Didaktiker und Hochschullehrer
- Joachim H. Knoll (1932–2024), deutscher Pädagoge
- Johann Knoll (Offizier) (1799–1881), österreichischer Feldmarschallleutnant
- Johann Knoll (Politiker) (1856–1924), österreichischer Politiker (CS)
- Johann Georg Knoll (1644–1704), deutscher Architekt und Baumeister
- Johann Nikolaus Knoll (1667–1735), deutscher Bildhauer
- John Knoll (* 1962), US-amerikanischer Informatiker
- Josef Knoll (1899–1976), deutscher Pflanzenbauwissenschaftler
- Josef Knoll (Politiker) (1926–2013), österreichischer Politiker (ÖVP)
- Josef Franz Knoll (1713–1776), Verwaltungsbeamter im Temescher Banat
- Joseph Knoll (1796–1863), österreichischer Kapuziner und Theologe, siehe Albert Knoll (Theologe)
- Joseph Leonhard Knoll (1775–1841), österreichischer Historiker und Schriftsteller
- József Knoll (1925–2018), ungarischer Pharmakologe
- Julian Knoll (* 1999), deutscher Fußballspieler
- Julius Georg Knoll (1790–1851), deutscher Jurist

### K
- Karl Knoll (Politiker) (1864–1921), deutscher Pfarrer und Politiker
- Karl Knoll (Verwaltungsjurist) (1871–nach 1949), deutscher Landrat
- Karl-Heinz Knoll (1922–nach 1997), deutscher Arzt, Mikrobiologe, Hygieniker und Hochschullehrer
- Klaus Knoll (Sportwissenschaftler) (1941–2022), deutscher Sportwissenschaftler und Turner
- Konrad Knoll (1829–1899), deutscher Bildhauer
- Kordelia Knoll (* 1953), deutsche Klassische Archäologin
- Kurt Knoll (Linguist) (1889–1959), österreichischer Linguist und SS-Standartenführer
- Kurt Knoll (* 1958), deutscher Fußballspieler

### M
- Manuel Knoll (* 1990), deutscher Politiker (CSU), MdL
- Manuel Knoll (Politikwissenschaftler) (* 1964), deutscher Politikwissenschaftler und Philosoph
- Martin Knoll (Architekt) (1888–1937), österreichischer Architekt
- Martin Knoll (Historiker) (* 1969), deutscher Historiker
- Marvin Knoll (* 1990), deutscher Fußballspieler
- Matthias Knoll (* 1963), deutscher Übersetzer, Lyriker und Rezitator
- Max Knoll (1897–1969), deutscher Elektrotechniker
- Meinhard Knoll, deutscher Ingenieurwissenschaftler und Hochschullehrer
- Michael Knoll (1805–1852), deutscher Eisenbahningenieur
- Michael Knoll (RAF-Mitglied) (1957–1978), deutscher Terrorist
- Mireille Knoll (1932–2018), französische Shoa-Überlebende und Mordopfer

### P
- Paul Knoll (Ingenieur) (1886–nach 1956), deutscher Bauingenieur
- Paul W. Knoll (* 1937), US-amerikanischer Historiker und Hochschullehrer
- Petar Knoll (1872–1943), kroatischer Kunsthistoriker
- Peter Knoll (1940–2023), deutscher Geophysiker, Professor sowie Unternehmer
- Peter M. Knoll (* 1943), seit 2000 außerplanmäßiger Professor an der Universität Karlsruhe[1], Vorsitzender der Otto-Lehmann-Stiftung[2], Forscher bei der Robert Bosch GmbH im Bereich Fahrerassistenzsysteme
- Philipp Knoll (1841–1900), österreichischer Pathologe

### R
- Rebekka Knoll (* 1988), deutsche Schriftstellerin
- Robert Knoll (1912–1985), deutscher Möbel- und Textilfabrikant
- Roland Knoll (* 1967), deutscher Triathlet und Trainer
- Rudolf Knoll (Politiker, 1833) (auch Rudolph Knoll; 1833–1896), deutscher Politiker (NLP), MdL Sachsen
- Rudolf Knoll (Politiker, 1844) (1844–1914), böhmischer Politiker und Verwaltungsbeamter
- Rudolf Knoll (Sänger) (1926–2007), deutscher Opernsänger (Bariton) und Hochschullehrer
- Rudolf Knoll (Weinkritiker) (* 1947), deutscher Weinkritiker und Journalist

### S
- Samson B. Knoll (1912–2001), US-amerikanischer Historiker und Germanist
- Sandra Knoll (* 1981), österreichische Schauspielerin
- Silke-Beate Knoll (* 1967), deutsche Sprinterin
- Stefan M. Knoll (* 1957), deutscher Unternehmer, Jurist und Reserveoffizier
- Stephan Knoll (* 1973), deutscher Curler
- Sven Knoll (* 1980), Südtiroler Politiker

### T
- Thomas Knoll (Informatiker) (* 1960), US-amerikanischer Informatiker
- Thomas Knoll (Mediziner) (* 1971), deutscher Urologe

### V
- Valérie Knoll (* 1978), Schweizer Kulturwissenschaftlerin, Kunstkritikerin und Kuratorin

### W
- Waldemar Knoll (1829–1909), deutscher Maler und Theaterintendant
- Walter Knoll (Möbelfabrikant) (1876–1971), deutscher Möbelfabrikant
- Walter Knoll (Parteifunktionär) (1919–??), deutscher Parteifunktionär (SED)
- Walter Knoll (Ingenieur) (1928–2012), deutscher Ingenieur und Unternehmer
- Werner Knoll (1896–1967), deutscher Apotheker
- Wilhelm Knoll (Unternehmer) (1839–1907), deutscher Unternehmer, siehe Walter Knoll (Möbelfabrikant)
- Wilhelm Knoll (Politiker) (1873–1947), deutscher Politiker (Zentrum)
- Wilhelm Knoll (Mediziner) (1876–1958), Schweizer Sportmediziner
- Willibald Knoll (1912–1984), österreichischer katholischer Geistlicher, Trappistenabt
- Wolfgang Knoll (Politiker) (1929–2019), deutscher Politiker (FDP)
- Wolfgang Knoll (Chemiker) (* 1949), deutscher Chemiker
- Wolfgang Adam Knoll (1709–1793), deutscher Bildhauer

### X
- Xenia Knoll (* 1992), Schweizer Tennisspielerin